# طيران ميدويست الرحلة 5481
طيران ميدويست الرحلة 5481 طائرة بيتشكرافت 1900D كانت تحمل علي متنها 19 راكبا و2 من أفراد الطاقم في رحلة طيران من تشارلوت إلي غرير في 8 يناير 2003 وكان إقلاعها الرقم عشرة وبعد الإقلاع إرتفعت مقدمة الطائرة بشكل خطر وفقدت قوة الرفع وسقطت من السماء وأصطدمت بحظيرة طائرات لدي شركة يو إس إيرويز إكسبريس ومات جميع من كان علي متنها وتبين التحقيق بإن الحمولة الزائدة وخطأ الصيانة في الدفة هما السبب في الحادثة وقبل الإقلاع أقلعت طائرة بومباردييه سي آر جيه 700ER التابعة لشركة دلتا كونيكشن الرحلة 5475 (رقم التسجيل :N317CA) كانت تحمل علي متنها 60 راكبا و4 من أفراد الطاقم في رحلة طيران من تشارلوت إلي دايتون وأبتعد عنه 8 كلم وكان الوزن الثقيل لبيتشكرافت 1900 هو 8.028 كجم أي أكثر من وزن الإقلاع الأقصى بمئتي وأربعة وستين كجم.